# Красное Поле (Самарская область)
Красное Поле (чув. Хӗрлӗ Уй) — посёлок в Сызранском районе Самарской областив составе сельского поселения Жемковка.

## География
Находится на расстоянии примерно 26 километров по прямой на северо-северо-запад от северной границы города Сызрань.

## Население
Постоянное население составляло 6 человек (чуваши 50 %, русские 33 %) в 2002 году, 4 в 2010 году.